# 와이프 대 비서
와이프 대 비서(Wife Vs. Secretary)는 미국에서 제작된 클래런스 브라운 감독의 1936년 코미디, 드라마, 멜로/로맨스 영화이다. 클라크 게이블 등이 주연으로 출연하였고 클래런스 브라운 등이 제작에 참여하였다.

## 출연

### 주연
- 클라크 게이블
- 진 할로우

### 조연
- 머나 로이
- 메이 롭슨
- 조지 바비어
- 제임스 스튜어트
- 호바트 캐버노
- 톰 두건
- 길버트 에머리
- 마저리 게이트슨
- 글로리아 홀든
- 후퍼 앳츨리
- 유진 보든
- 시드니 브레이시
- 프레더릭 버튼
- 클레이 클레먼트
- 베스 플라워스
- 톰 허버트
- 그레타 마이어
- 잭 멀홀
- 에일린 프링글
- 존 퀘일런

## 제작진
- 의상: 에이드리안